# Eulithis pulchraria
Eulithis pulchraria là một loài bướm đêm trong họ Geometridae.